# Jean-Jacques Marcel
Jean-Jacques Marcel (* 13. Juni 1931 in Brignoles, Département Var; † 3. Oktober 2014) war ein französischer Fußballspieler.

## Die Vereinskarriere
Der Südfranzose wurde 1949 vom FC Sochaux verpflichtet und in dessen Ligaelf schnell zum Stammspieler. Jean-Jacques Marcel war ein körperlich kräftiger rechter Läufer mit Qualitäten sowohl in der Defensive als auch im Spiel nach vorne, verfügte über einen harten Schuss und ein gutes Kopfballspiel – 76 Tore in über 420 Ligaspielen waren in jener Zeit für einen Mittelfeldspieler ungewöhnlich. Noch 21-jährig, wurde er aufgrund seiner konstanten Leistungen erstmals 1953 in die Nationalmannschaft berufen.
1954 wechselte er in seine Heimatregion zu Olympique Marseille und blieb dort ebenfalls fünf Jahre, in seiner ersten Spielzeit noch an der Seite des 17 Jahre älteren Larbi Ben Barek. Als OM 1959 als Tabellen-20. die Division 1 verlassen musste, schloss er sich dem SC Toulon an, wo er auf seinen Nationalmannschaftskollegen Maurice Lafont traf, und nur ein Jahr später, nach Toulons Abstieg, dem RC Paris. Als auch dieser die höchste Klasse nicht mehr halten konnte, beendete Jean-Jacques Marcel 1964 seine Berufsspielerlaufbahn.
Anders als in der Nationalelf (siehe unten) hatte er in seinen Vereinen das Pech, dass diese meist nur im Mittelfeld der Liga mitspielten. So langte es für ihn lediglich zu drei Vizemeisterschaften (1952/53 mit Sochaux, 1960/61 und 1961/62 mit Paris), und gleich dreimal stieg Marcels jeweiliger Klub sogar in die Division 2 ab. Daraufhin suchte er sich ein neues Betätigungsfeld und fand dies angesichts seiner individuellen Klasse jeweils problemlos. Auch in der Coupe de France ist sein Palmarès blütenweiß: er stand nicht ein einziges Mal in einem Pokalendspiel.

### Spielerstationen
- bis 1949: AS Brignoles (als Jugendlicher)
- 1949–1954: FC Sochaux
- 1954–1959: Olympique Marseille
- 1959/60: SC Toulon
- 1960–1964: Racing Club Paris

## Der Nationalspieler
Zwischen Mai 1953 und Oktober 1961 hat Jean-Jacques Marcel 44 Länderspiele für die Équipe tricolore bestritten (10 in seiner Zeit bei Sochaux, 24 bei Marseille, 3 bei Toulon und 7 bei Paris). Dabei erzielte er drei Tore und war in vier Begegnungen auch Mannschaftskapitän.
Sein Platz in der Nationalmannschaft war in all den Jahren unumstritten; so gehörte er selbstverständlich bei den Weltmeisterschaften 1954 und 1958 zum französischen Aufgebot und fehlte von den insgesamt acht Endrundenbegegnungen dort nur in einer einzigen (1958 in der Vorrunde gegen Jugoslawien). Der dritte Platz bei der WM in Schweden war gleichzeitig der größte Erfolg seiner Karriere.
Auch bei der ersten Europameisterschaft (1960 in Frankreich) bestritt er beide Spiele der Bleus. Bis 1959 bildete er zusammen mit Armand Penverne eine bestens harmonierende Mittelreihe, in der Marcel – anders als in seinen Vereinen – meist auf der linken Seite spielte.

## Leben nach der aktiven Zeit
1964 kehrte Marcel in seine Geburtsstadt zurück und spielte noch einige Jahre als Amateur bei dem Klub, aus dem er hervorgegangen war. Beruflich unterstützte er zunächst seinen Vater, damals Bürgermeister von Brignoles, in seinem Weinhandel; anschließend arbeitete er als Repräsentant des Sportartikelherstellers Le Coq Sportif. Er lebte auch später, wenn auch zurückgezogen, weiterhin in dem Städtchen zwischen Fréjus und Aix-en-Provence. Jean-Jacques Marcel starb 2014, 83-jährig, nach langer Krankheit.

## Palmarès
- Französischer Vizemeister: 1953, 1961, 1962
- Messepokal: 2 Spiele 1963/64
- 44 A-Länderspiele, 3 Tore; Weltmeisterschaftsdritter 1958
- 426 Einsätze und 76 Tore in der Division 1, davon 116/11 für Sochaux, 158/23 für Marseille, 31/4 für Toulon, 121/38 für Paris